# Mirko Heid
Mirko Heid (* 8. Oktober 1976 in Bonn) ist ein deutscher Sportfunktionär und ehemaliger Baseballspieler. Von 2014 bis 2019 führte er als Präsident den Deutschen Baseball und Softball Verband (DBV), seit 2024 ist er Vorsitzender des Bundesligisten Bonn Capitals. Als Sportler nahm er zwischen 2003 und 2008 an vier Europameisterschaften, einer Weltmeisterschaft und einem olympischen Qualifikationsturnier teil.

## Ausbildung und Beruf
2004 beendete Heid ein Studium der Betriebswirtschaft an der Universität zu Köln und begann seine berufliche Laufbahn bei den Stadtwerken Bonn GmbH. Dort durchlief er mehrere Stationen und ist dort Bereichsleiter Konzernstrategie sowie Prokurist. Seit 2006 leite er die Konzernentwicklung. Seit 2016 ist er Bereichsleiter Konzernstrategie. Seit 2017 ist er sowohl zum Prokuristen für die Stadtwerke Bonn GmbH als auch zum Prokuristen der Elektrische Bahnen der Stadt Bonn und des Rhein-Sieg-Kreises GmbH berufen worden. Seit 2013 vertritt er die Stadtwerke Bonn als Gesellschaftervertreter am Flughafen Köln/Bonn.
Seit 2018 vertritt er die Stadtwerke Bonn als Gesellschaftervertreter der Müllverwertungsanlage Bonn GmbH.

## Sportliche Karriere
Heid begann seine Baseballkarriere 1991 bei den Bonn Capitals. Dort spielte mit Ausnahme der Saisons 2001–2003 seine gesamte Karriere. Zwischen 2001 und 2003 spielte er bei den Cologne Dodgers. Seit 1995 spielte Heid, vornehmlich als Pitcher, in der Baseball-Bundesliga. Es gelang ihm nie die deutsche Meisterschaft zu gewinnen, gleichwohl wurde er viermal Deutscher Vizemeister (1999, 2001, 2002 und 2003). Dagegen konnte er mit seinen Mannschaften Bonn Capitals und den Cologne Dodgers zweimal den deutschen Pokalwettbewerb gewinnen und 2003 auch den Europapokal. 2004 wurde er zum besten Pitcher der Bundesliga sowie 2006 zum besten Pitcher des Pokalfinals gewählt.
Sein erstes Länderspiel für die deutsche Baseballnationalmannschaft bestritt er 1999 in Heidenheim, fester Bestandteil der Mannschaft wurde er aber erst ab 2002. Er nahm an den Europameisterschaften 2003, 2005 und 2007 teil. 2007 nahm er an der Weltmeisterschaft in Taiwan teil und belegte mit der deutschen Mannschaft den 7. Platz.
Nach der gescheiterten Olympiaqualifikation für Peking 2008 beendete er seine aktive Karriere nach der 2009er-Saison und übernahm ehrenamtlich den Trainerposten der Bonn Capitals Baseball-Bundesliga-Mannschaft. 2010 bis 2013 fungierte er als Head Coach und 2014 dann als Sportdirektor der Bonn Capitals. In dieser Zeit konnte er die Bonner Mannschaft mehrfach ins Halbfinale und unter die Top 20 Clubs in Europa führen. Nach seiner aktiven Karriere als Spieler 2009 hat der Verein Bonn Capitals seine Rückennummer 24 „retired“, sie wird also nicht mehr an weitere Spieler vergeben. Er war damit der erste Spieler des Vereins, dem diese Ehre zuteilwurde.

## Sportfunktionär
Seit 2004 bis zum Ende seiner aktiven Nationalmannschaftskarriere 2008 war Heid Athletensprecher der deutschen Baseballnationalmannschaft. 2006 bis 2010 war er gewähltes Mitglied im Beirat der Aktiven des Deutschen Olympischen Sportbunds.
In 2014 wurde er einstimmig zum Präsidenten des Deutschen Baseball und Softball Verbands gewählt. Dieses Amt hatte er bis zum März 2019 inne, stellte sich aber nicht erneut zur Wahl.